# Prey: Mooncrash
Prey: Mooncrash — це контент завантаження (DLC) у вигляді автономного пакету розширення для науково-фантастичної гри Prey 2017 року. Розширення (як і оригінальна гра) було розроблене Arkane Studios і опубліковане Bethesda Softworks для платформ під управлінням Microsoft Windows, PlayStation 4 і Xbox One. Анонс появи DLC прозвучав 9 червня під час Electronic Entertainment Expo 2018 і вже наступного дня, 10 червня, з’явився у продажу.
Prey: Mooncrash — це самостійна побічна історія, яка відбувається після закінчення головного сюжету гри Prey. Розширення додає нових персонажів, нові зразки зброї, нових ворогів та окремий ігровий світ побудований на основі процедурної генерації, що відносить її до жанру ігор roguelike. Набір Prey Digital Deluxe містить оригінальну гру Prey і весь контент завантаження, включно з Prey: Typhon Hunter і Prey – Mooncrash.

## Ігровий процес

Скриншот із зображенням Стільця для віртуальної реальності у відсіку місячного супутника-шпіона Касма-13.

Prey: Mooncrash — спін Prey на базі roquelike, спрямований в рамках історії, де ви багато разів входите в симуляцію бази Transtar, щоб з'ясувати, що там відбувалося. Проте, якщо основна кампанія Prey змушувала гравця сприймати кожного ворога страшним і значущим по-своєму, з поступовим, ретельно продуманим введенням кожного нового супротивника, то Mooncrash  призначений для гравців, для яких зустріч з тифонами вже звичайна. Це робить гру набагато аркадною. Через це геймплей розширення не схожий на базову гру з точки зору концепції. Замість великого космічного корабля, на якому ви бігаєте і виконуєте місії, ви маєте велику відкриту базу. Існує 5 областей, кожна з яких має різних ворогів, можливості і смертні вироки. Особливість, однак, полягає в тому, що з кожним разом, коли ви гинете, база змінюється.
В Mooncrash гравці грають за персонажа світу Prey, який одягає шолом віртуальної реальності і занурюється у віртуальні черевики іншого персонажа в реалістичному цифровому моделюванні місячної бази переповненої інопланетянами-тифонами. Гравець починає гру з одним персонажем і виконує завдання, щоб розблокувати чотирьох інших. Шляхом гри розкриваються потенційні шляхи для евакуації. Існує декілька способів втечі, але для кожного персонажа існує лише один шлях. Однією з головних цілей, поряд з завершенням квестів для кожного персонажа, є завершення головного циклу з усіма п'ятьма, використовуючи дуже різні способи втечі, — що стає складнішим через «псування рівнів», які відносно швидко ускладнюються. Напруга додатково посилюється вимірювачем псування. Цей датчик постійно згортає і деформує симуляцію, відповідно до проведеного в ній часу. Результатом високого псування є жорсткіші вороги, більше небезпек у навколишньому середовищі, а також втрата розуму, якщо персонаж залишиться в ній надовго За кожні 20 хвилин рівень підвищується.. Коли симуляція досягне остаточного рівня, виконання закінчується, тобто гравці повинні знову скинути моделювання.
Проходження побудоване так, що кожний персонаж має властиві лише йому навички, проте йому не вистачає навичок іншого персонажа. Отже для проходження повного циклу вони повинні доповнювати один одного. Наприклад, спеціаліст з безпеци має великій рівень здоров'я (НР), але не має навичок тифонів, чи інженер, що може встановити автоматичну турель. На противагу Райлі Ю — має великій вибір здібностей: від навичок тифонів, до володіння психоскопом. Хоча смерть є постійною складовою в Mooncrash, деякі елементи зберігаються. Кожне моделювання — це спільний запуск між п'ятьма персонажами. Тому наступний персонаж можете знайти речі мертвого попередника (або перенести їх за допомогою оператора).
В розширенні гравці побачать не лише нові локації, а й нових ворогів, як Місячна акула (Moon Shark), що патрулює кратер, а також нові зразки зброї: Gloo Charge grenade (граната з піни), як похідне від Gloo Cannon оригінального Prey та Психостатичний різак (Psychostatic Cutter), що нагадує лазерний ніж.
Гра також включає в себе деякі з додаткових модифікаторів, як то деградація зброї і травми конкретних частин тіла. Деградація зброї відбувається досить швидко, тоді як конкретні тілесні ушкодження додають ще один елемент тактики. Наприклад, травмування ноги означатиме, що ви не зможете рухатися достатньо спритно або стрибати до того часу, поки ця частина не буде вилікувана, тоді як інші ушкодження обмежуватимуть кількість здоров'я, яке ви не зможете відновити, доки не буде усунена конкретна травма.
Крім того на зароблені за вбивства тифонів чи проходження рівнів бали можна придбати корисні для персонажа речі: зброю, патрони, аптечки, нейромоди чи "патчі" для уповільнення псування рівнів. На відміну від оригінального Prey, в Mooncrash зброя і підпрограми мають рівні крутості. Як і належить в action/RPG, вони бувають синіми, зеленими і жовтими.
В цілому Mooncrash пропонує понад 10 годин "корисного, захопливого, а іноді й жахливого ігрового процесу Prey".

## Сюжет

### Світ гри
Основні події гри відбуваються після закінчення головної історії Prey.
У 2032 році президент TranStar Алекс Ю назначив свою кузину Райлі директором Pytheas, щоб керувати очищенням гелію-3 і дослідженнями тифонів, які були необхідні для станції Talos I. Три роки по тому неприродні місячні поштовхи почали дестабілізувати гірничі роботи. В цей час лабораторії під наглядом Райлі завершували розробку декількох проектів, зокрема: Тифонові брами (Typhon Gates), Тифонові башти (Typhon Towers) і Проект Буття (Project Genesis).
23 лютого 2035 року тифони порушили стримування і знищили майже увесь персонал місячної бази. Ця ж доля спіткала і Talos I. Райлі Ю вдалося відправити дані бази в операторі, який був перехоплений Kasma і відправлений своєму оперативнику Пітеру в супутник, що шпигував за місячною базою Pytheas.
Гравці беруть на себе роль Пітера, співробітника Kasma Corp, який уклав контракт на розшифровку та інтерпретацію для них даних. Після того, як Kasma перехоплює всі дані з місячної бази TranStar Pytheas — свого прямого конкурента, йому доручено створити моделювання, яке дозволить досліджувати базу очима п'яти її співробітників. На місячній базі щось пішло не так і Пітеру потрібно з'ясувати, що саме, але для цього потрібно виконати низку встановлених корпорацією завдань. Якщо він цього не зробить то його контракт продовжать і він ніколи не побачить свою сім'ю знову. Пасивно-агресивний тон контракту і почуття занепокоєння, яке він викликає в разі провалу — створює ідеальну атмосферу для виходу на невідому місячну базу.

### Події гри
Корпорація Kasma, як конкурент TranStar веде розслідування інциденту, який стався на місячній базі TranStar Pytheas. В цей час на місячній орбіти перебуває їхній супутник-шпигун у якому чекає вказівок хакер на ім'я Пітер. Після того, як Kasma Corp присилає йому робота-оператора, що містить зашифровані дані, викрадені з місячної бази, Пітер починає симуляцію і занурюється у віртуальну реальність. Першим аватаром, очима якого він бачить минулі події стає Андрюс Алекна, піддослідний волонтер бази. Оскільки базу захопили тифони і вбили майже всіх мешканців, головна мета аватара — знайти вихід з бази і втекти на землю. Пітер керує волонтером і знаходить рятувальну капсулу, але симуляція руйнується і він повертається у реальність на місячну орбіту. На зв'язок з ним виходить Василіск, кураторка Kasma Corp і пропонує встановити трекер стабільності системи. Після перезавантаження Пітер знову занурюється у віртуальну реальність і відкриває наступного аватара. Поступово, в особах аватарів, він знаходить нові області місячної бази, відбивається від прибульців та шукає інші способи втечі. З часом Пітер відкриває всіх аватарів, включно з директором Pytheas Райлі Ю, яка є сестрою Моргана і Алекса Ю з оригінального Prey. В перервах між сеансами моделювання Пітер спілкується з Василіском, яка нагадує йому про контракт і навіть присилає фото родини, як стимул для плідної праці. Пітер розуміє, що став заручником, проте продовжує сеанси моделювання.
Зрештою хакер дізнається про перебіг подій на Pytheas та роль Kasma Corp. Він переживає трагедію усіх п'ятьох співробітників місячної бази, дізнається про їх загибель, хоч і знаходить для кожного з них потенційний шлях евакуації на Землю. З такими знаннями він становить загрозу для свого роботодавця Kasma Corp і ті вирішують позбутися його. Пітер розуміє, що ніколи не побачить рідних і Землю, тому вирішує змінити орбіту супутника і скеровує його на Місяць. Після зіткнення він, поранений, рухається поверхнею Місяця в бік бази, де майорить силует шатлу і його надія на спасіння. Очі його заплющуються від болю і гра завершується.

### Аватари
- Андрюс Алекна (Andrius Alekna) — волонтер місячної бази за номером  V-080953-P01. На Андрюсі випробовували дію різних нейромодів і розвивали його психічні сили. Після прориву тифонів, Андрюс втікає зі свого ув'язнення і намагається дістатися Землі, щоб зустрітися з малим сином. Основна зброя: психічні навички витягнуті з тифонів.
- Джоан Уінслов (Joan Winslow) — інженер, працівник MoonWorks. Знається на ремонті і відновленні зброї. Здатна розбирати на запчастини пошкоджених операторів і розміщувати дружні турелі (Summon Turret).
- Віджай Бхатія (Vijay Bhatia) — голова служби безпеки (капітан) бази Pytheas. Бувалий воїн, що знається на зброї. Під час інциденту отримав завдання від Райлі Ю на полювання і усунення оперативного агента Kasma Corp Клер Уіттен.
- Клер Уіттен (Claire Whitten) — оперативний агент Kasma Corp. Вбила більшу частину охорони станції і отруїла голову безпеки Віджая Бхатію. (Останній має вибір знищити її разом з заручниками чи відпустити на рятувальній капсулі.) У процесі приховування слідів свого перебування перепрограмовує оператор-зберігач, який знищить тіло Райлі Ю в процесі переносу її свідомості. Основна зброя — психостатичний різак. Має хакерські навички.
- Райлі Ю (Riley Yu) — директор місячної бази і двоюрідна сестра братів Алекса і Моргана Ю. Має ступінь магістра комп'ютерних наук. Сувора підприємиця, яка має певні психічні навички тифонів і носить прилад психоскоп. Єдина може виконувати операцію некропсію і витягувати необхідні частини з тифонів. Фізичне тіло гине в процесі переносу свідомості через зберігач-оператор, який згодом перехопить Kasma.

## Розробка
Дивись також: розробка Prey (гра 2017)
Анонс виходу розширення прозвучав 10 червня 2018 року під час E3, на якому Bethesda повідомила, що дії гри будуть відбуватися на Місяці і що Prey: Mooncrash являтиме собою новий вид геймплею, який буде орієнтований на нескінчену відтворюваність. Це означало, що вороги, небезпеки та здобутки в грі будуть різними в кожному новому циклі.
Як вже стало відомо, ідея залучення в розширення аспекту процедурної генерації була не новою, а готувалася для оригінального Prey. В інтерв'ю IGN, під час QuakeCon 2018, ігровий дизайнер Arkane Рікардо Бейр повідомив, що рандомізовані умови оточення Mooncrash спочатку були розроблені як частина компанії Prey 2017. Вони планували зробити так, щоб різні кімнати вздовж вашого шляху мали випадкові стани, наприклад в полум'ї чи кисні. Проте ця концепція була відкинута до релізу, через те, що більшість гравців навіть не завершують однокористувацькі ігри, так що "це не спрацювало б для дуже тривалої гри". У Mooncrash це працює добре, тому що гравцям доводиться неодноразово проходити тим самим шляхом, через ту ж саму кімнату і він не знає які сюрпризи очікують його цього разу.

### Патчі
Prey: Mooncrash отримав цілу серію безкоштовних патчів-оновлень, у які входив більше естетичний, ніж практичний контент. Першим таким оновленням став патч "Full Moon" 9 липня 2018 року. У нього входили: Skyrim Theme Operator, The Evil Within Theme Operator, Striped Top Hat Mimic, Bamboo Hat Mimic, Engraved Silenced Pistol, Engraved Shotgun, Engraved G.L.O.O. Cannon, Engraved Wrench. Другий безкоштовний патч "Blue Moon", що з'явився 25 липня 2018 року, містив Kasma Silenced Pistol, Kasma Psychostatic Cutter, Kasma Huntress Boltcaster, Kasma Disruptor Stun Gun, Wolfenstein Theme Operator, Elder Scrolls Online Theme Operator, Bucket Mimic і Propeller Mimic. Третє безкоштовне оновлення мало назву "Blood Moon" і вийшло 7 серпня 2018 року. В патч входили наступні додатки: Fallout Theme Operator, Quake Champions Theme Operator, Witch Hat Mimic, Medieval Mimic, TranStar Silenced Pistol, TranStar Q-Beam, TranStar Shotgun, TranStar Wrench. 4 серпня 2018 року Prey: Mooncrash отримав безкоштовний патч, що містив скіни популярних інді-ігор в жанрі roguelike. В оновлення "Rogue Moon" входили скіни таких ігор як: Spelunky, Rogue Legacy, Darkest Dungeon, Risk of Rain, Dead Cells та Don’t Starve.

## Відгуки
| Агрегатор    | Оцінка                                    |
| ------------ | ----------------------------------------- |
| GameRankings | (PC)76,20 (PS4) = 84,40 (XONE)83,00       |
| Metacritic   | (PC)75/100 (PS4) = 83/100 (XONE) = 82/100 |

| Видання        | Оцінка |
| -------------- | ------ |
| Game Informer  | 8,5/10 |
| PC Gamer (США) | 70/100 |

| Видання | Оцінка |
| ------- | ------ |
| ITC     | 4/5    |

Згідно з агрегатором Metacritic розширення отримало наступні оцінки: для версій (PC) 75/100, для версій (PS4) 83/100, для версій (XONE) 82/100. За версією агрегатора Gamerankings гра отримала для (PC) 76,20, для (PS4) 84,40, для (XONE) 83,00.
Більшість критиків відзначили, що Prey: Mooncrash не просто доповнює базову гру, а виступає як самодостатній продукт. При цьому частина зазначала, що здебільшого вона сподобається прихильникам оригінальної гри.
Видання Game Informer стверджує, що Arkane Studios вирізняється створенням цікавих, винахідливих ігрових майданчиків і Mooncrash входить до числа найсильніших пропозицій розробника, оцінюючи гру на 8,5/10. PCWorld акцентував увагу на тому, що Prey — це одна з найбільш недооцінених ігор 2017 року, а розширення Mooncrash робить її більш нішовою в перспективі. При цьому сам Mooncrash називався однією з кращих, найбільш інноваційних ігор 2018 року. Оцінка 4,5/5. "Prey - Mooncrash - одна з найбільш майстерно створених частин DLC, в яку я грав", — зазначає Джордан Оломан з PCGamesn. "Розробник Arkane Studios має перевірений талант створення розширень до ігор, які навіть краще, ніж основна гра", — пише Стівен Сторм з Arstechnica. Українській інформаційний ресурс ITC.ua оцінив гру на 4/5, назвавши розширення "забавним", проте рекомендував його лише прихильникам основної гри. На противагу йому інший українській ресурс PlayUA відніс Mooncrash до розряду PlayUA Game Awards 2018 - "DLC року", назвавши її "неймовірною річчю в собі", яка цілком заслуговує того, щоб стати самостійним проектом.